# Vyšné nad Hronom
Vyšné nad Hronom és un poble i municipi d'Eslovàquia que es troba a la regió de Nitra, al sud-oest del país. La primera menció escrita de la vila es remunta al 1264.

## Demografia
| Godina             | 1994 | 2004   | 2014   | 2024   |
| ------------------ | ---- | ------ | ------ | ------ |
| Nombre de persones | 195  | 192    | 183    | 176    |
| Diferència         |      | −1,53% | −4,68% | −3,82% |

| Godina             | 2023 | 2024   |
| ------------------ | ---- | ------ |
| Nombre de persones | 173  | 176    |
| Diferència         |      | +1,73% |